# Osservatorio dell'Università di Istanbul
L'Osservatorio dell'Università di Istanbul (in turco Istanbul Üniversitesi Gözlemevi) è un osservatorio astronomico gestito dal Dipartimento di Astronomia e Scienze Spaziali della Facoltà di Scienze dell'Università di Istanbul. Operativo dal 1936, è situato vicino alla storica Torre Beyazıt nel campus principale dell'università in Piazza Beyazıt, nel quartiere Fatih di Istanbul, in Turchia.
Poco dopo la fondazione della Facoltà di Scienze dell'Università di Istanbul nel 1933, fu invitato a dirigere il Dipartimento di Astronomia l'astronomo tedesco Erwin Finlay-Freundlich, il quale consigliò di istituire un osservatorio. La struttura, primo osservatorio moderno in Turchia, fu costruita nel 1935 e la sua costruzione con annessa cupola, progettata dall'architetto Arif Hikmet Holtay fu terminata in soli sei mesi.
Come strumento principale dell'osservatorio si optò per un astrografo, commissionato all'azienda ottica Carl Zeiss con sede a Jena, in Germania, nel dicembre del 1935. Lo strumento arrivò a Istanbul smontato in dodici pezzi e fu installato nella cupola dell'osservatorio a settembre 1936.
Da diversi anni l'inquinamento atmosferico e luminoso nel centro di Istanbul, dove si trova la struttura, rende impossibile condurre osservazioni notturne. Per condurre studi sul cielo notturno il dipartimento ha avviato un progetto per istituire un osservatorio presso l'Università di Onsekiz Mart a Çanakkale, che è stato realizzato nel 2002.

## Strumentazione
Attualmente, l'osservatorio è costituito dai seguenti telescopi e strumenti:
- Astrografo: diametro: 30 cm (12 pollici) - Rapporto focale: f / 5; lunghezza focale: 150 cm (59 in); max. dimensione della lastra fotografica sul piano focale: 24 cm × 24 cm (9,4 pollici × 9,4 pollici)
- Telescopio per studio della fotosfera: diametro: 13 cm (5,1 pollici) - Rapporto focale: f / 15; lunghezza focale: 200 cm (79 ''); utilizzato per l'osservazione di macchie solari
- Telescopio per studio della cromosfera: diametro: 12 cm (4,7 pollici) Rapporto focale: f / 19 Lunghezza focale: 232 cm (91 in); utilizzato per l'osservazione della cromosfera solare supportato da un monocromatore (filtro Lyot H-alfa ) e una fotocamera (Canon F-1) posizionata sul piano focale.
- Telescopio guida: diametro: 7 cm (2,8 pollici) - Rapporto focale: f / 13; lunghezza focale: 90 cm (35 in)

## Ricerca attuale

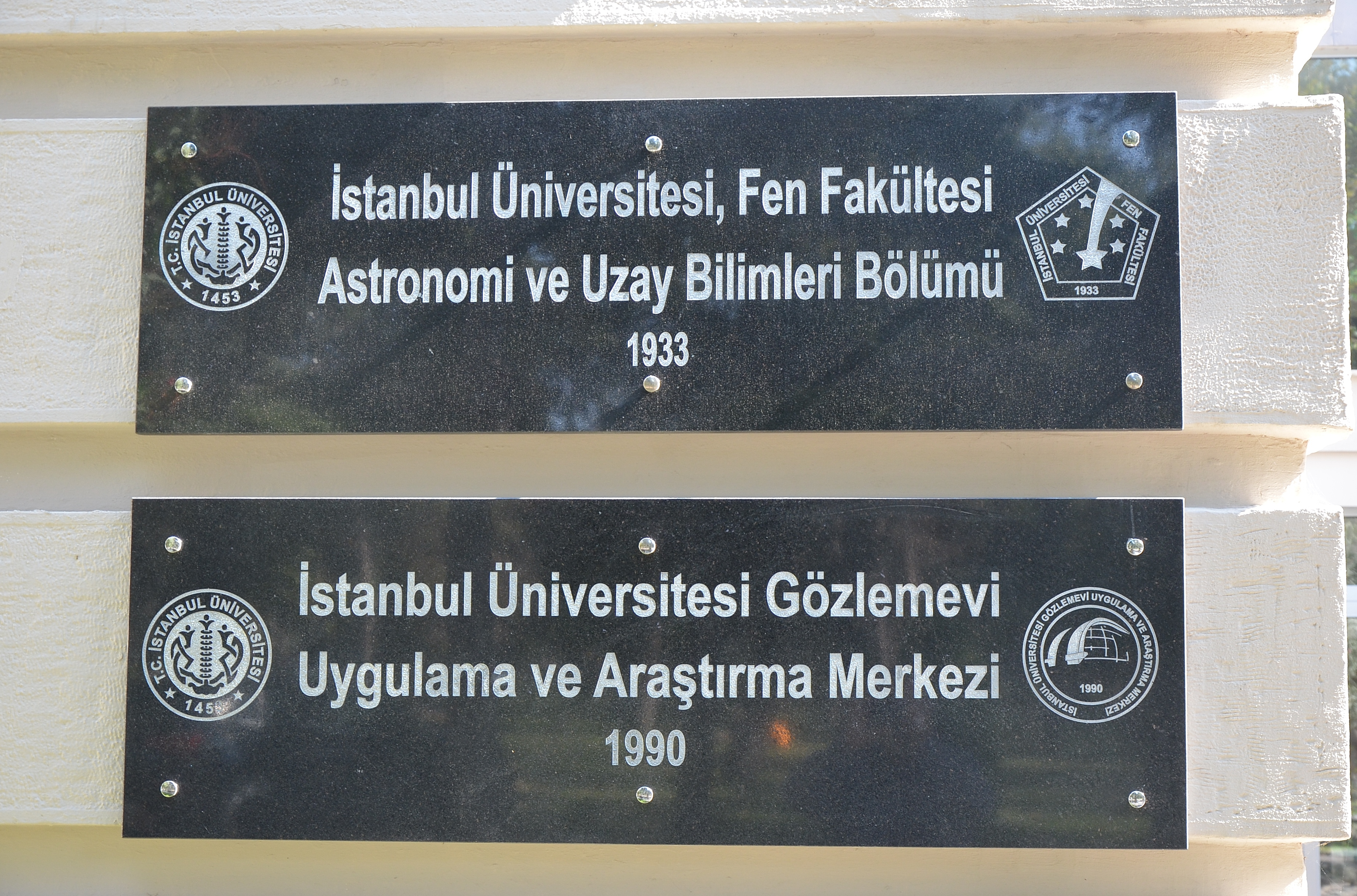
Targhe commemorative dell'Osservatorio dell'Università di Istanbul. (1933 -1990).

Il centro effettua astronomia osservativa di stelle, satelliti, asteroidi, comete, eclissi e valuta i dati risultanti delle osservazioni confrontandoli con 200 data center internazionali dal 1939. Le ricerche e le pubblicazioni del dipartimento di astronomia utilizzano i dati ottenuti da centri esteri o dall'osservatorio dell'Università.